# Serbischer Fußballpokal 2012/13
Der Serbische Fußballpokal 2012/13 (auch Kup Srbije) war die siebte Austragung des serbischen Pokalwettbewerbs. Er wurde vom Serbischen Fußball-Bund (FSS) ausgetragen. Das Finale fand am 8. Mai 2013 im Stadion Partizana von Belgrad statt.
Pokalsieger wurde der FK Jagodina. Das Team setzte sich im Finale gegen Vojvodina Novi Sad durch. Durch den Sieg qualifizierte sich Jagodina für die 2. Qualifikationsrunde in der UEFA Europa League 2013/14. Bis zum Viertelfinale wurden die Mannschaften in zwei Töpfe platziert, so dass jedes gesetzte Team gegen ein ungesetztes antrat.

## Modus
Das Halbfinale wurde in Hin- und Rückspiel ausgetragen. In den anderen Runden wurden die Begegnungen in einem Spiel ausgetragen. Endete ein Spiel nach 90 Minuten unentschieden, kam es direkt zum Elfmeterschießen.

## Teilnehmer
| SuperLiga 2011/12 (16) | SuperLiga 2011/12 (16) | Prva Liga (18) | Prva Liga (18) | Regionale Pokalsieger (5)                                                                    |
| --- | --- | --- | --- | -------------------------------------------------------------------------------------------- |
| - FK Borac Čačak - FK BSK Borča - FK Hajduk Kula - FK Jagodina - FK Javor Ivanjica - FK Metalac - FK Novi Pazar - Partizan Belgrad | - FK Rad Belgrad - FK Radnički Kragujevac - Roter Stern Belgrad - FK Sloboda Užice - FK Smederevo - FK Spartak Subotica - Vojvodina Novi Sad - OFK Belgrad | - FK Banat Zrenjanin - FK Bežanija - FK Čukarički - FK Donji Srem - FK Inđija - FK Kolubara - FK Mladi Radnik - FK Mladost Lučani - FK Napredak Kruševac | - FK Novi Sad - FK Proleter Novi Sad - FK Radnički Niš - FK Radnički Sombor - FK Sloga Kraljevo - FK Srem - FK Teleoptik - OFK Mladenovac - OFK Sinđelić Niš | - FK Dunav Stari Banovci - FK Jedinstvo Putevi - FK Kovačevac - FK Trepča - FK Timok Zaječar |

## Vorrunde
In dieser Runde traten die neun schlechtplatziertesten Teams der Prva Liga (Serbien) 2011/12 und die fünf Sieger des Regionalpokals an.
|                        | Ergebnis        |                    |
| ---------------------- | --------------- | ------------------ |
| 5. September 2012      |                 |                    |
| FK Čukarički           | 2:1             | FK Srem            |
| FK Radnički Sombor     | 0:3             | FK Novi Sad        |
| FK Dunav Stari Banovci | 3:1             | FK Banat Zrenjanin |
| FK Kovačevac           | 1:0             | FK Mladi Radnik    |
| FK Jedinstvo Putevi    | 0:1             | FK Kolubara        |
| FKTimok Zaječar        | 2:1             | OFK Sinđelić Niš   |
| 12. September 2012     |                 |                    |
| FK Trepča              | 0:0 (1:4 i. E.) | OFK Mladenovac     |

## 1. Runde
Teilnehmer: Die sieben Sieger der Vorrunde, die Top Neun der Prva Liga 2011/12 und alle Teams der SuperLiga 2011/12.
|                        | Ergebnis        |                        |
| ---------------------- | --------------- | ---------------------- |
| 26. September 2012     |                 |                        |
| FK Kovačevac           | 2:4             | FK Hajduk Kula         |
| OFK Belgrad            | 5:0             | FK Sloga Kraljevo      |
| FK Sloboda Užice       | 0:1             | FK Inđija              |
| FK Borac Čačak         | 0:0 (5:4 i. E.) | FK Kolubara            |
| OFK Mladenovac         | 0:1             | FK Spartak Subotica    |
| FK Teleoptik           | 0:0 (7:8 i. E.) | FK Javor Ivanjica      |
| FK Mladost Lučani      | 2:2 (2:4 i. E.) | FK Novi Pazar          |
| FK Radnički Niš        | 1:2             | Roter Stern Belgrad    |
| Vojvodina Novi Sad     | 1:0             | FK Donji Srem          |
| FK Novi Sad            | 1:0             | FK Radnički Kragujevac |
| FK Timok Zaječar       | 0:2             | FK Rad Belgrad         |
| FK Bežanija            | 0:2             | FK Jagodina            |
| FK Dunav Stari Banovci | 1:4             | FK Metalac             |
| FK Čukarički           | 1:0             | FK BSK Borča           |
| FK Smederevo           | 0:0 (5:4 i. E.) | FK Napredak Kruševac   |
| Partizan Belgrad       | 4:1             | FK Proleter Novi Sad   |

## Achtelfinale
|                     | Ergebnis        |                     |
| ------------------- | --------------- | ------------------- |
| 24. Oktober 2012    |                 |                     |
| FK Javor Ivanjica   | 3:0             | FK Smederevo        |
| FK Hajduk Kula      | 0:2             | Roter Stern Belgrad |
| FK Spartak Subotica | 0:0 (8:7 i. E.) | FK Metalac          |
| FK Inđija           | 2:3             | OFK Belgrad         |
| FK Novi Pazar       | 0:1             | FK Rad Belgrad      |
| FK Jagodina         | 1:0             | FK Novi Sad         |
| FK Čukarički        | 0:1             | Vojvodina Novi Sad  |
| 31. Oktober 2012    |                 |                     |
| Partizan Belgrad    | 1:2             | FK Borac Čačak      |

## Viertelfinale
|                     | Ergebnis        |                    |
| ------------------- | --------------- | ------------------ |
| 21. November 2012   |                 |                    |
| FK Rad Belgrad      | 0:1             | FK Jagodina        |
| FK Spartak Subotica | 1:1 (3:5 i. E.) | Vojvodina Novi Sad |
| FK Borac Čačak      | 0:0 (4:5 i. E.) | FK Javor Ivanjica  |
| Roter Stern Belgrad | 1:3             | OFK Belgrad        |

## Halbfinale
|                              | Gesamt |             | Hinspiel | Rückspiel |
| ---------------------------- | ------ | ----------- | -------- | --------- |
| 13. März 2013017. April 2013 |        |             |          |           |
| Vojvodina Novi Sad           | 2:1    | OFK Belgrad | 1:0      | 1:1       |
| FK Javor Ivanjica            | 2:4    | FK Jagodina | 1:0      | 1:4       |

## Finale
| Paarung            | FK Jagodina – Vojvodina Novi Sad |
| Ergebnis           | 1:0 (1:0) |
| Datum              | 8. Mai 2013 |
| Stadion            | Stadion Partizana, Belgrad |
| Zuschauer          | 16.000 |
| Schiedsrichter     | Milorad Mažić |
| Tore               | 1:0 Milan Đurić (15. Handelfmeter) |
| FK Jagodina        | Igor Bondžulić – Duško Dukić, Danijel Mihajlović, Aleksandar Živanović, Josip Projić – Ivan Cvetković (84. Miroljub Kostić), Goran Gogić – Filip Arsenijević (81. Dragan Stojlov), Milan Đurić, Miloš Lepović (90.+2' Luka Petričević) – Miloš Stojanović . Cheftrainer: Simo Krunić |
| Vojvodina Novi Sad | Nemanja Supic – Miroslav Vulićević , Branislav Trajković, Đorđe Jokić, Vladan Pavlović – Nnaemeka Ajuru (65. Marko Poletanović), Nemanja Radoja – Enver Alivodić, Stojan Vranješ (78. Nebošja Kosović), Aleksandar Katai – Aboubakar Oumarou. Cheftrainer: Nebojša Vignjević         |
| Gelbe Karten       | Danijel Mihajlović, Duško Dukić, Ivan Cvetković, Igor Bondžulić – Đorđe Jokić, Aleksandar Katai, Branislav Trajković, Marko Poletanović |